# 中環天星碼頭

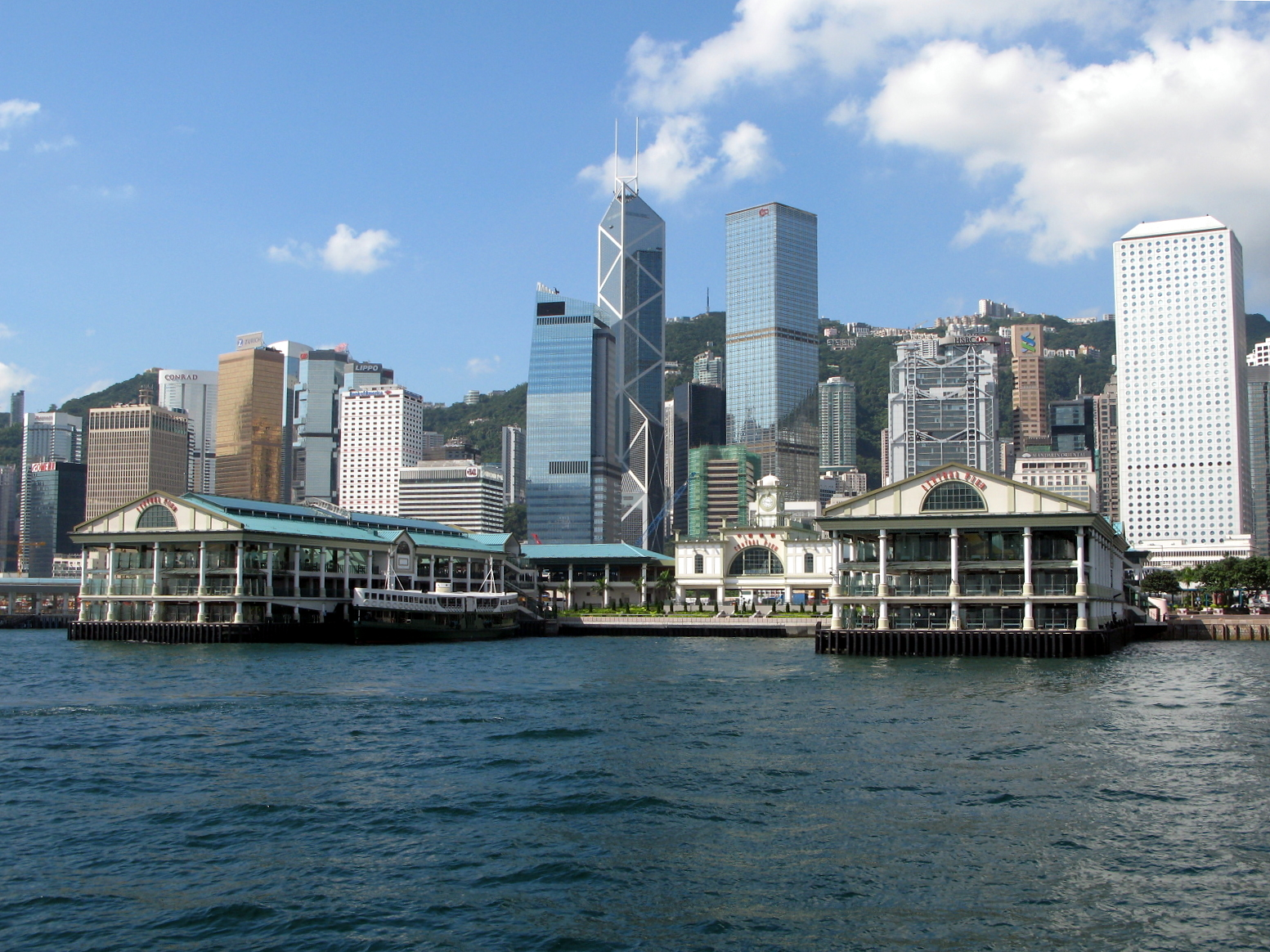
第四代中環天星碼頭

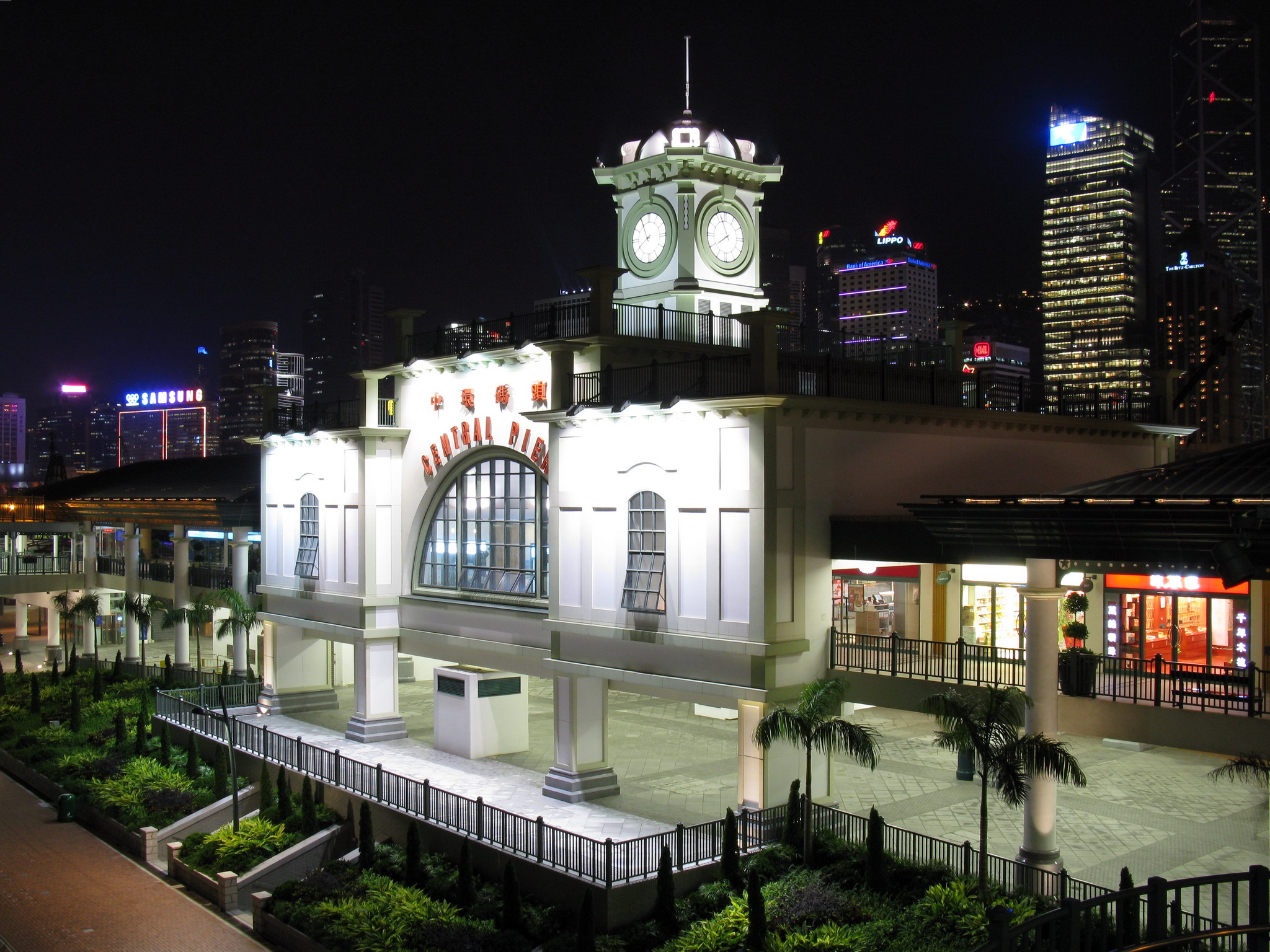
第四代中環天星碼頭夜景

- 關於專指1958年至2006年間天星小輪使用，俗稱舊天星碼頭的中環碼頭，請見「愛丁堡廣場碼頭」。
- 關於包括港外線碼頭等在內的整個中環碼頭，請見「中環碼頭」。

中環天星碼頭（英語：Star Ferry Pier, Central），是指由天星小輪經營，位於香港中環的渡輪碼頭。碼頭提供來往尖沙咀天星碼頭的渡輪服務，是中環碼頭的一部份。中環天星碼頭是約定俗成的叫法，現時提供該服務的碼頭為中環7號碼頭（由天星小輪尖沙咀航線使用）。而中環8號碼頭則一度供紅磡至中環航線與天星維港遊航線使用，目前已經停用，大部分位置已改建為香港海事博物館，而西面泊位將於2020年6月28日，隨著富裕小輪接辦紅磡至中環航線而重新啟用。而原本提供該服務的碼頭則為已拆卸的愛丁堡廣場碼頭。

## 歷代碼頭史

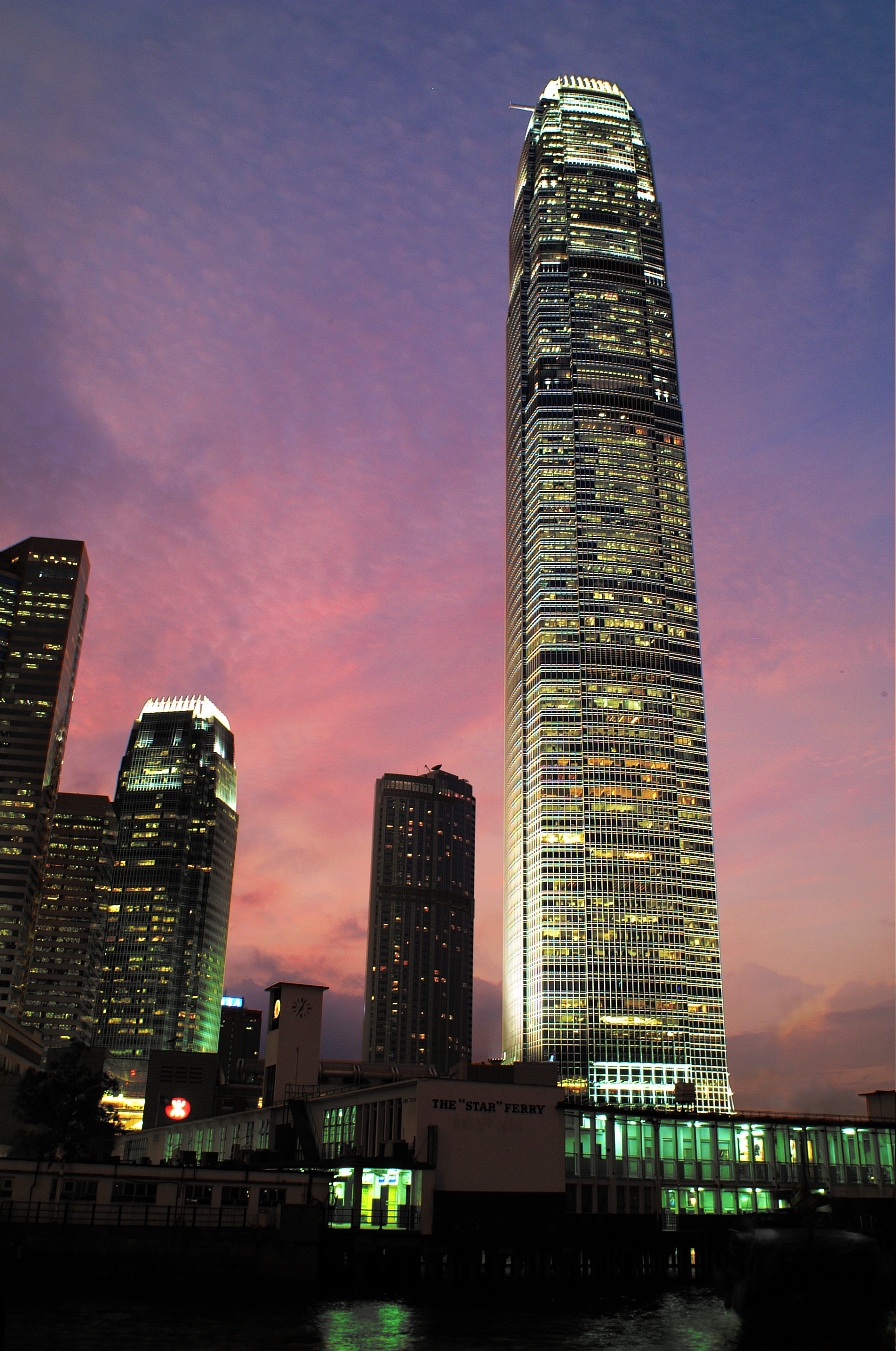
前景（圖下）為2006年已拆卸的第三代中環天星碼頭，中央高樓為暮光下的國際金融中心二期

### 第一代碼頭（1898年－1912年）
1898年，天星小輪正式成立，第一代碼頭於干諾道中與雪廠街交界（今怡和大廈）。是木結構加禾稈草搭建而成的碼頭，設計相當簡陋。

### 第二代碼頭（1912年－1958年）
第一代碼頭於1912年原地重建，成為第二代碼頭，位置依舊於干諾道中與雪廠街交界。第二代碼頭採用了維多利亞式建築，上蓋以鋼鐵建成，用混凝土桩柱。

### 第三代碼頭（1957年－2006年）
隨著1950年代的中環填海工程，碼頭於1957年再搬至愛丁堡廣場。1957年12月15日啟用。
第三代中環天星碼頭，正式名稱為愛丁堡廣場渡輪碼頭，設計以簡樸實用為主。碼頭上設有一個由比利時王子送贈給怡和洋行，再由怡和洋行轉贈給天星的大鐘。它是香港最後一個機械鐘樓。大鐘每15分鐘報時一次，是香港所餘無幾的舊式鐘樓之一。碼頭及鐘樓已沿用49年，為中環的著名地標之一。
受到2003年開始的中區填海第三期工程影響，碼頭於2006年11月12日作第三度搬遷至現址，並成為中環碼頭的組成部份，被編到位於民光街與民耀街交界的7號及8號碼頭。據土木工程拓展署發表的消息，愛丁堡廣場碼頭、鐘樓、皇后碼頭及大會堂碼頭的位置將會夷平作道路和商廈用途，並於11月新碼頭啟用後拆除。

### 第四代碼頭（2006年－現在）
第四代天星碼頭建築模仿第二代碼頭，使用維多利亞式建築。
建築分為中央大樓及碼頭兩個部分：中央大樓頂部擺放有全新從荷蘭購入的電子仿古鐘樓，上層則設有展出天星小輪有關物品的展覽廳，並設有多間商舖，地面樓層則是公眾休憩用地；八號碼頭頂層曾經是公眾觀景樓層，其後封閉進行香港海事博物館新館址的改建工程，並於2013年2月26日開放；七號碼頭頂層則設特色餐廳。其頂部安裝了玻璃天窗，使陽光直接進入室內。
新碼頭在建築設計上的評價好壞參半。

## 交通地位
歷代中環天星碼頭一直鄰近中環的心臟地帶，而中環又是香港商業中心的所在地，故此是一繁忙的交通工具。在港鐵荃灣綫未通車前，碼頭是中環對外最重要的交通工具。

## 航線
尖沙咀天星碼頭為第三、四代中環天星碼頭的目的地。

## 繁忙時間
中環和對岸的尖沙咀都是旅遊和商業區，因此平時均有市民和旅客乘搭，且沿途觀賞維港景色，不過此航線於較繁忙的上下班時間也是一條重要的過海交通路線。

## 班次
天星小輪每7-14分鐘一班船。

## 代幣售賣機

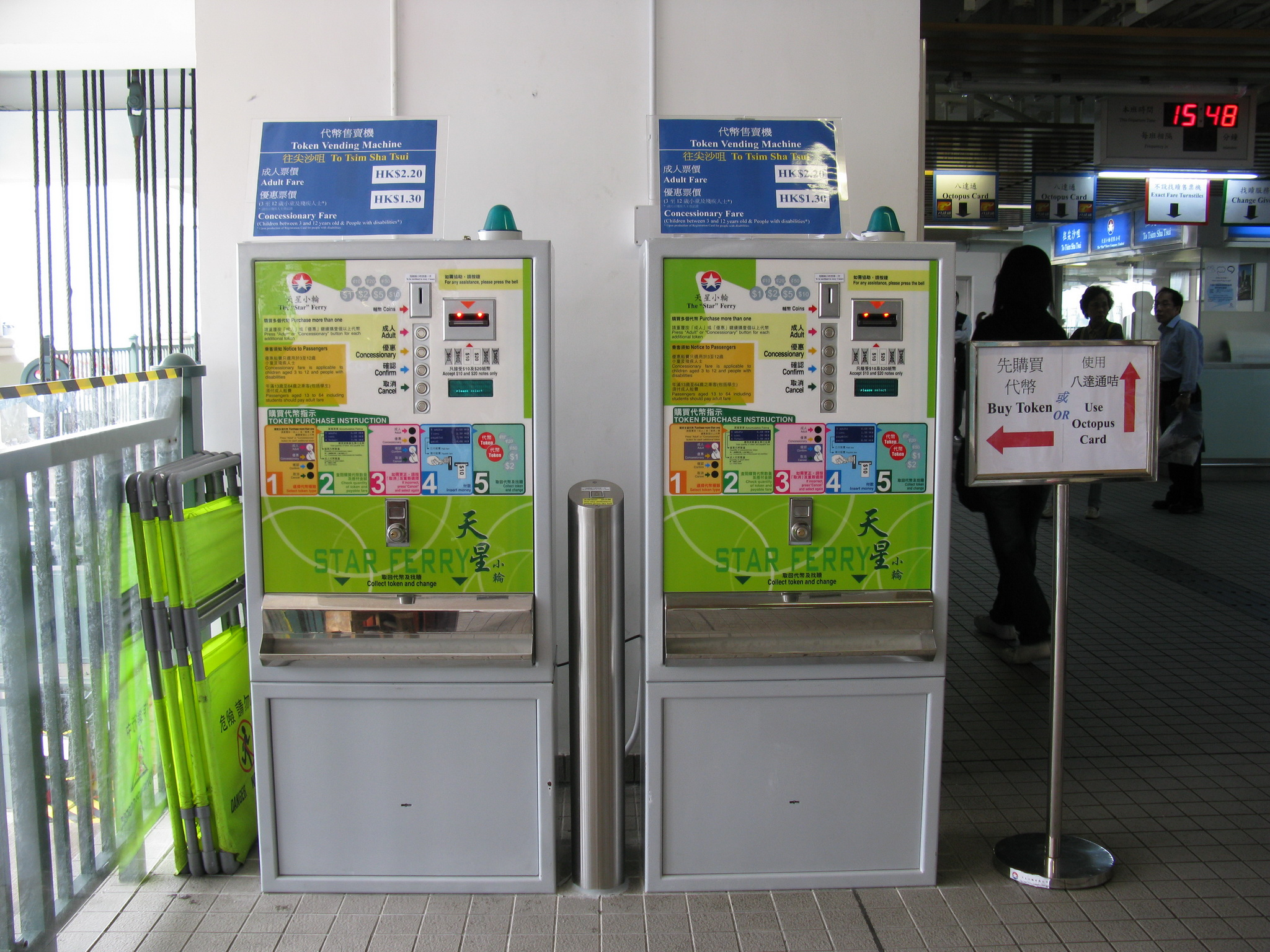
代幣售賣機

自從代幣售賣機引入之後，以前的收銀員已經轉為碼頭服務員，把閘機收集的代幣運回售賣機循環再用，協助乘客入閘及核實免費和優惠乘船的乘客身份。

## 陸上交通聯繫
早期的中環天星碼頭鄰近的陸上公共交通公具不多，以人力車為主。
第三代天星碼頭則鄰接着的士站，亦有少量巴士站及小巴站以愛丁堡廣場及天星碼頭為總站，主要來往太平山山頂及半山區，而較大型的巴士總站則位於交易廣場地下，同時為多條公共小巴路線的總站。天星碼頭的正對面則為天星碼頭多層停車場，於1957年落成，為雙層停車場，並共有370個公眾泊車位，底層亦設有一個小巴站。天星碼頭附近設有一行人隧道穿過繁忙的干諾道中前往港鐵中環站K出入口及電車站，出口位於皇后像廣場側，每天的繁忙時間也熙來攘往。
第四代天星碼頭鄰接民寶街和民耀街的中環碼頭巴士總站，近7號碼頭位置設有一小巴路線及的士站，近5號碼頭位置則設有兩條小巴路線及三條巴士路線。此外，亦可步行行人天橋前往港鐵香港站及中環站，以及中環碼頭巴士總站。

## 角色

#### 交通樞紐
歷代的中環天星碼頭除了是海上交通樞紐外，亦曾是重要的旅遊點，因其是跨越維多利亞港的主要交通點之一。

#### 集體回憶
第三代中環天星碼頭及其鐘樓更被譽為一集體回憶，當中的鐘樓是香港現存僅有的機械鐘樓。大鐘每15分鐘報時一次，是香港所餘無幾的舊式鐘樓之一。受到2003年開始的中區填海第三期工程影響，政府於2006年11月12日搬遷中環天星碼頭。期間引來不少市民前來拍照留念、在碼頭各處留字，當中更不乏反對聲音對於政府的強行拆除而不滿，更引起多次示威及佔領事件。
詳見：保留舊中環天星碼頭事件

#### 碼頭搬遷
中環天星碼頭的多次搬遷經過與香港中區一帶各項填海工程有密切關係。而多次搬遷對渡輪航程亦造成一些影響，包括導致與對岸的尖沙咀天星碼頭及紅磡天星碼頭距離減少，使航行時間縮短，卻因海岸線的修直與海港的收窄而使船身要承受較大的波浪。同時，碼頭的搬遷被移到新填海用地的邊陲，令原來前往中環區一帶的部份乘客可能需要增加步行時間，或轉乘其他交通工具。另一方面，第四代中環碼頭的設計使中環天星碼頭與港外線碼頭連在一起，則有助離島區市民能更快捷轉乘渡輪前往對岸的尖沙咀。

## 圖集
昔日天星碼頭圖集

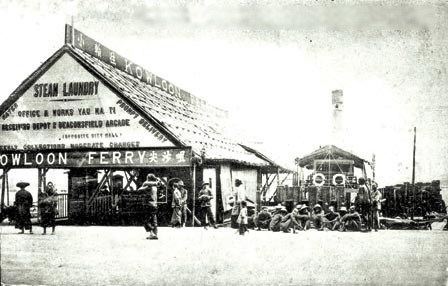
第一代中環天星碼頭
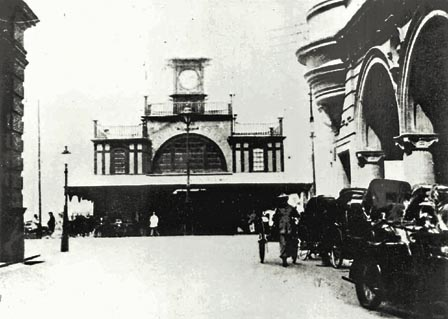
第二代中環天星碼頭
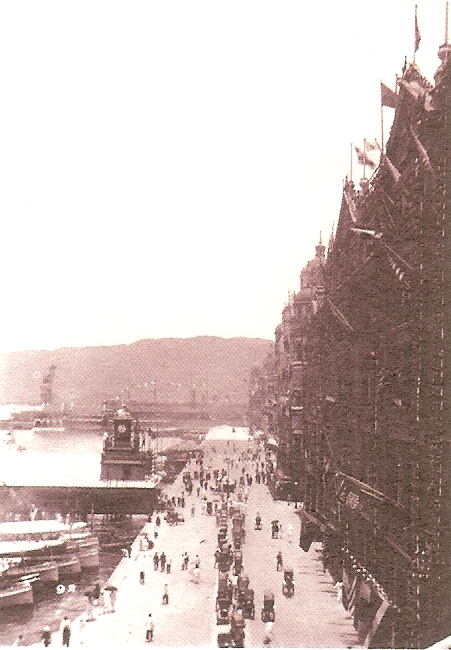
人力車在第二代中環天星碼頭外等客的情形（1919年）
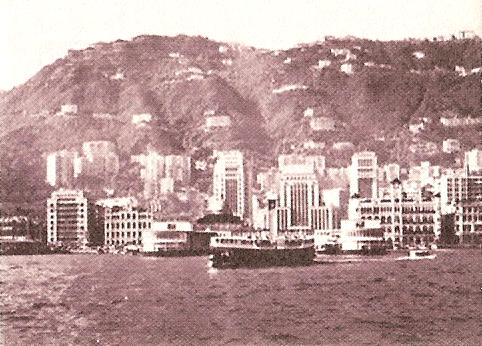
1950年代中環沿岸
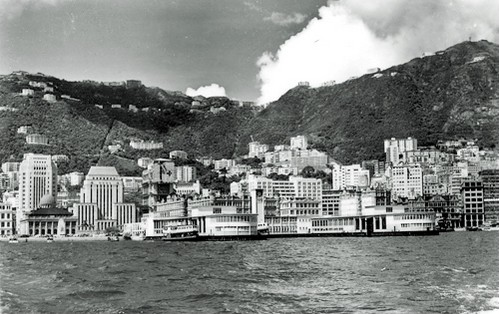
1950年代中環沿岸

第三代天星碼頭圖集

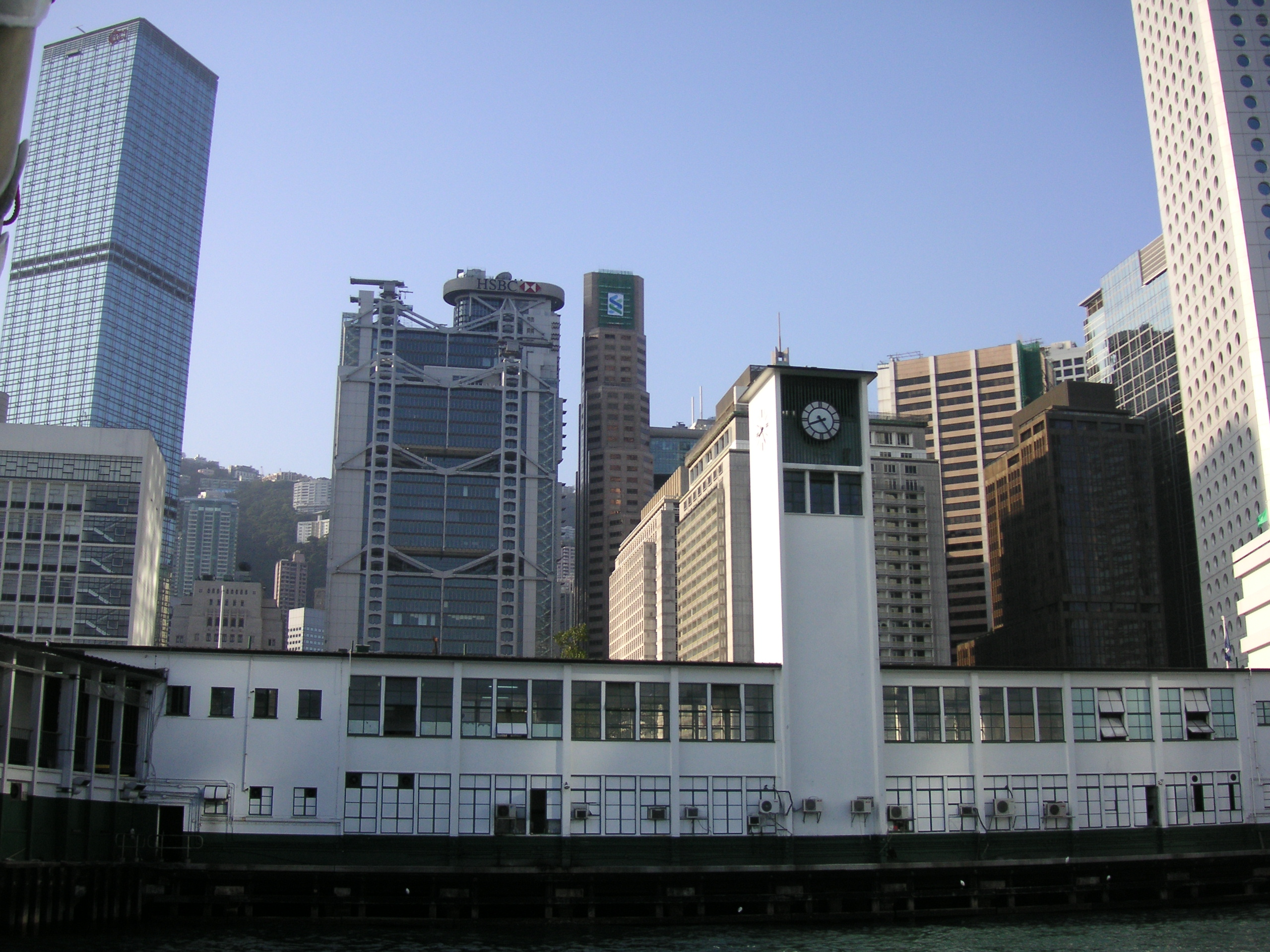
昔日的愛丁堡廣場碼頭
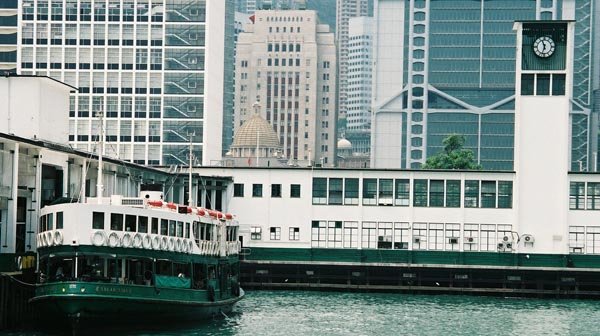
停泊中的小輪
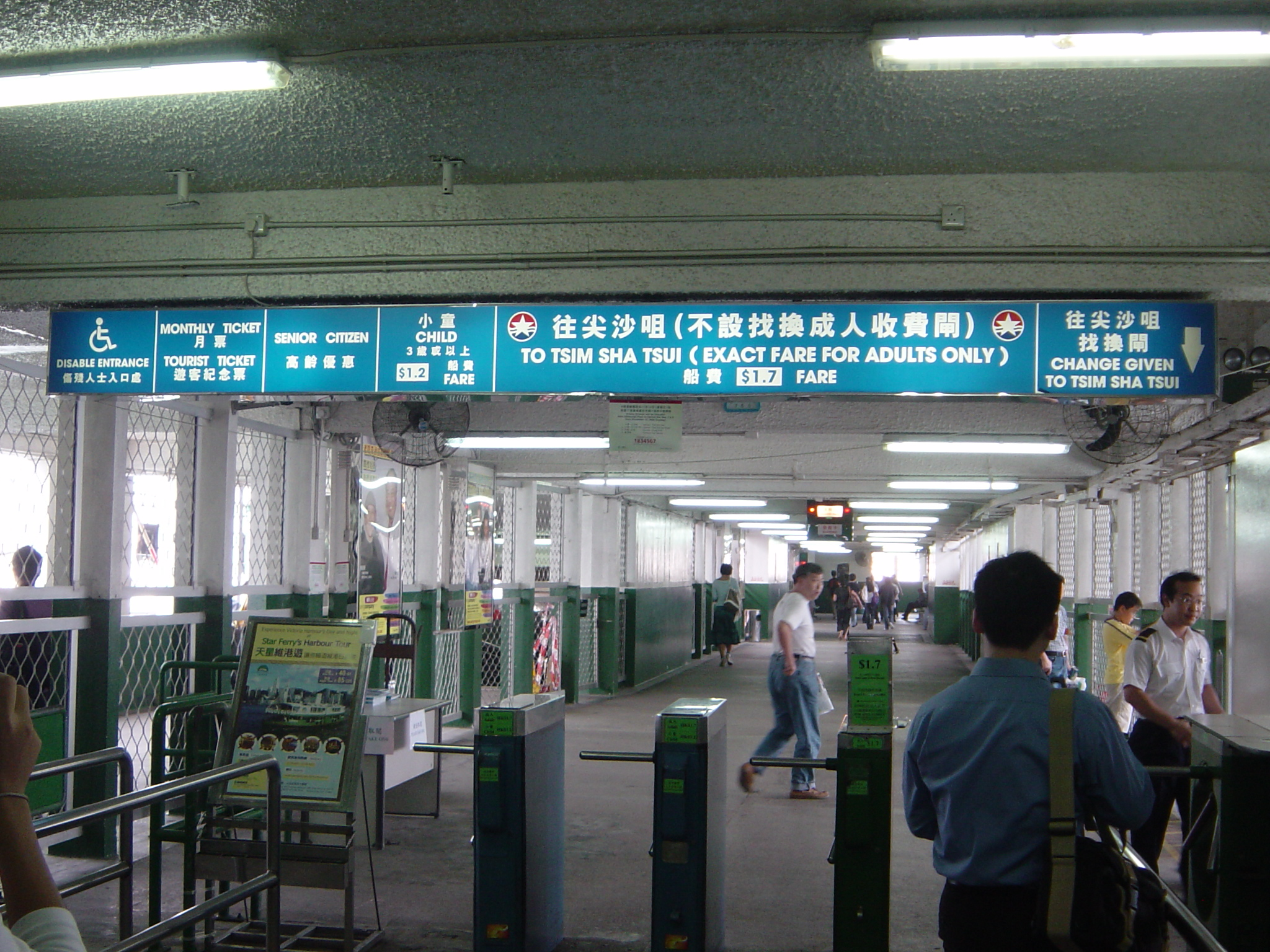
市民掛在碼頭用作道別的畫作
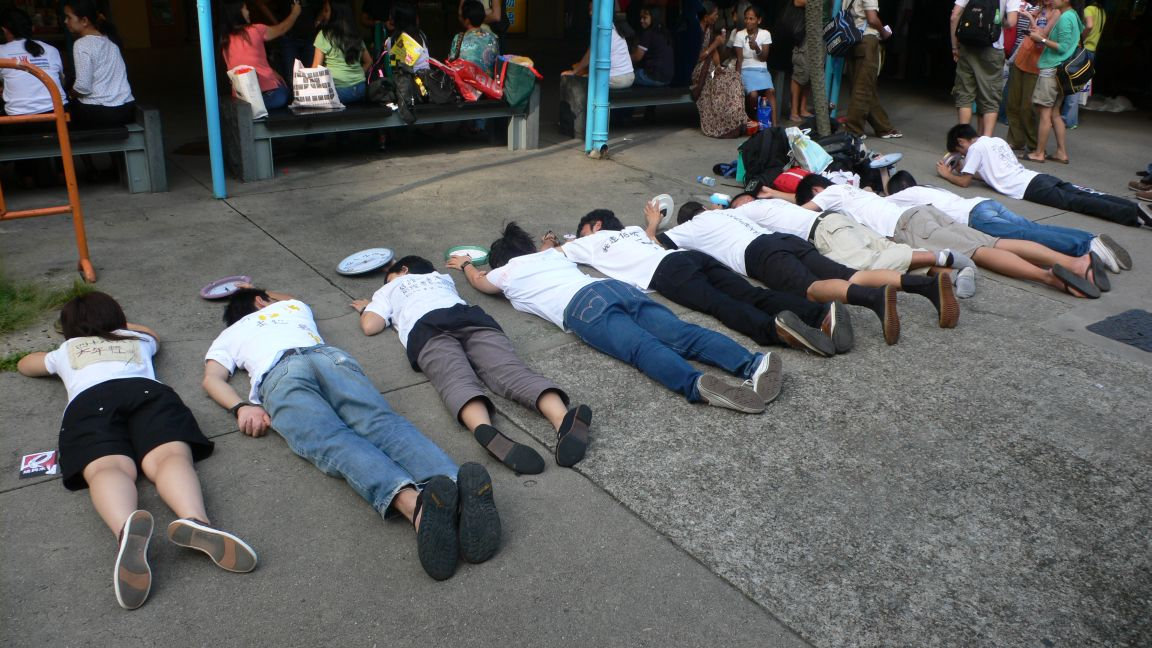
請願者示威
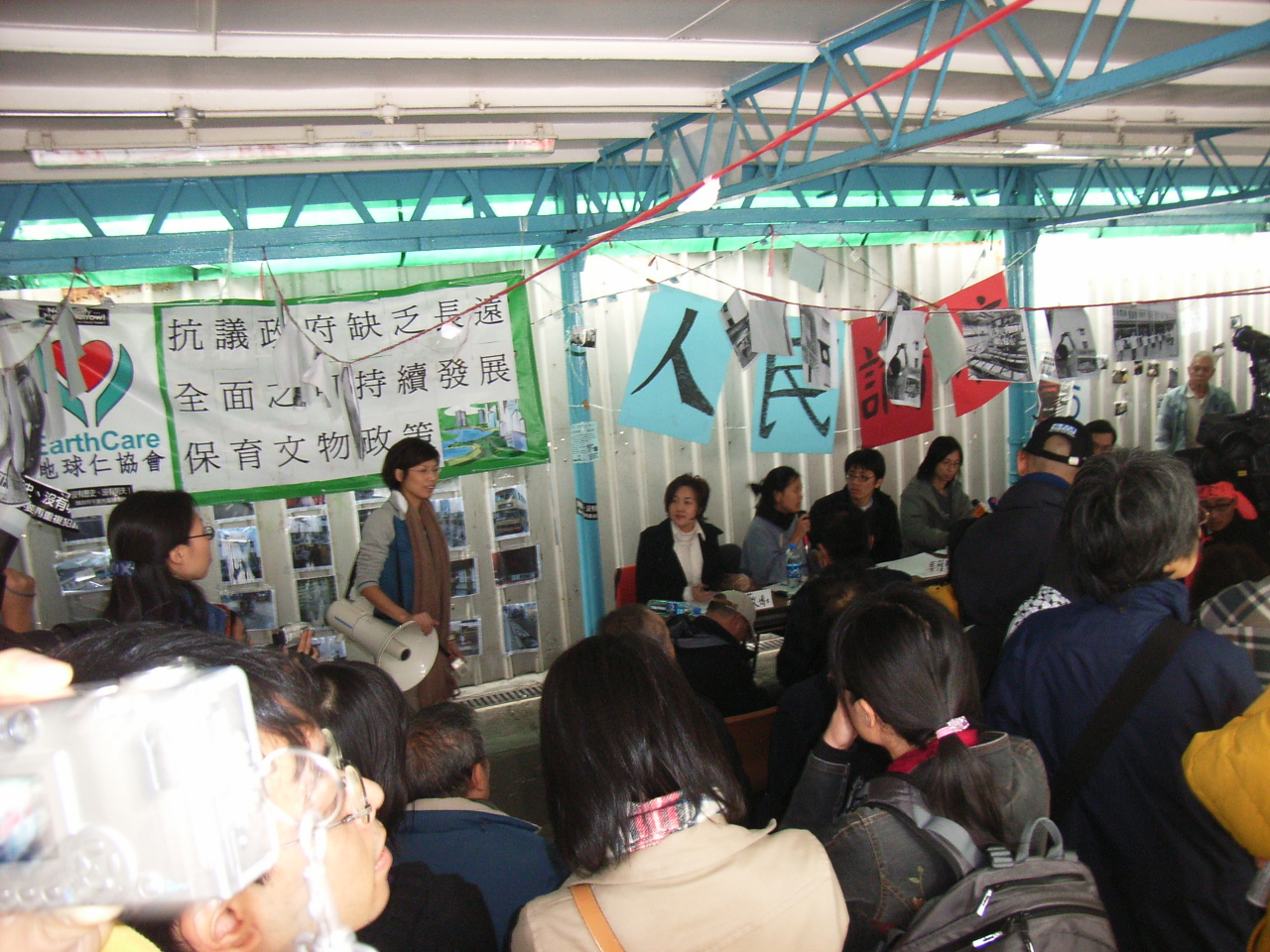
請願者集會
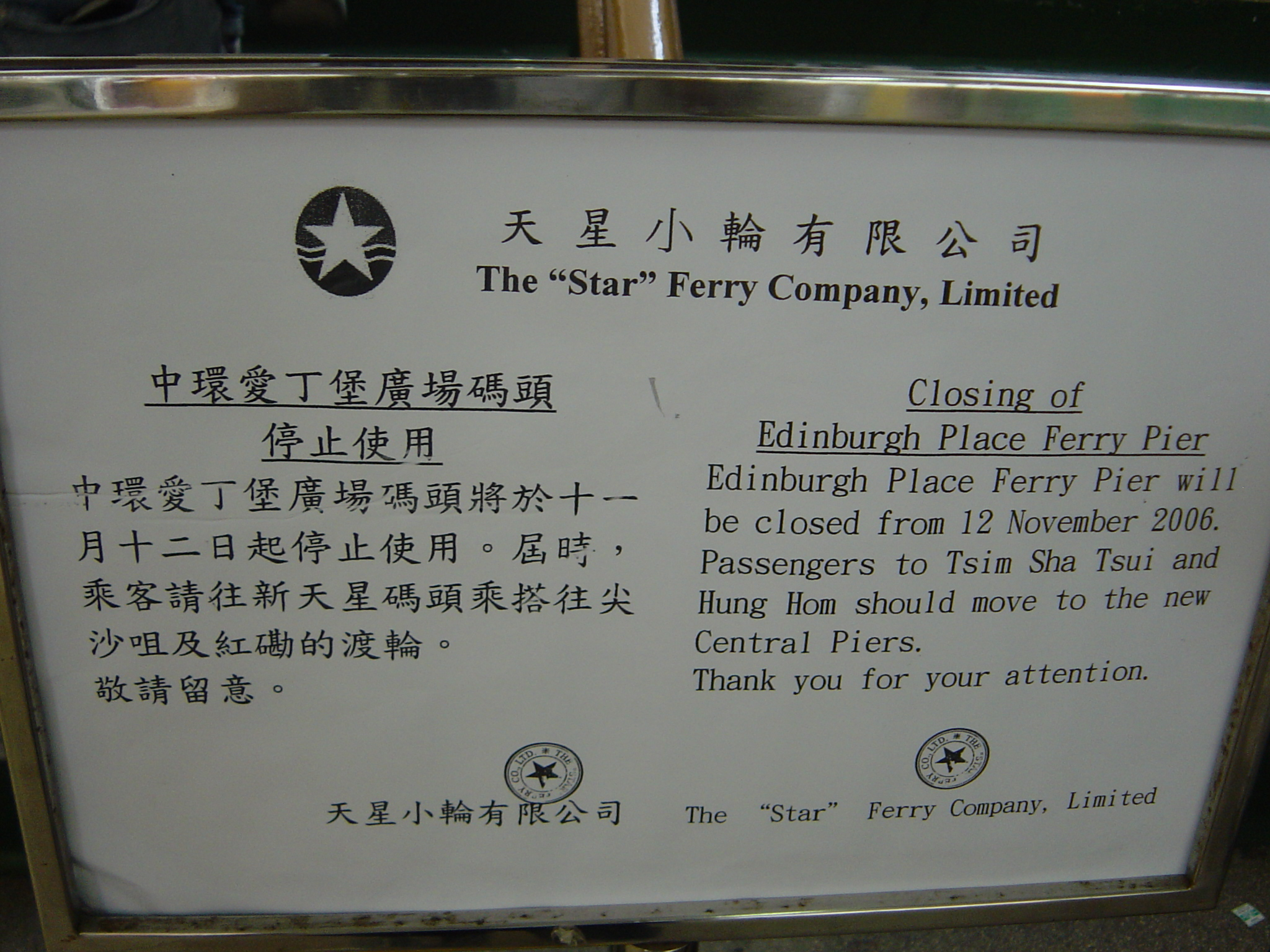
碼頭停用告示
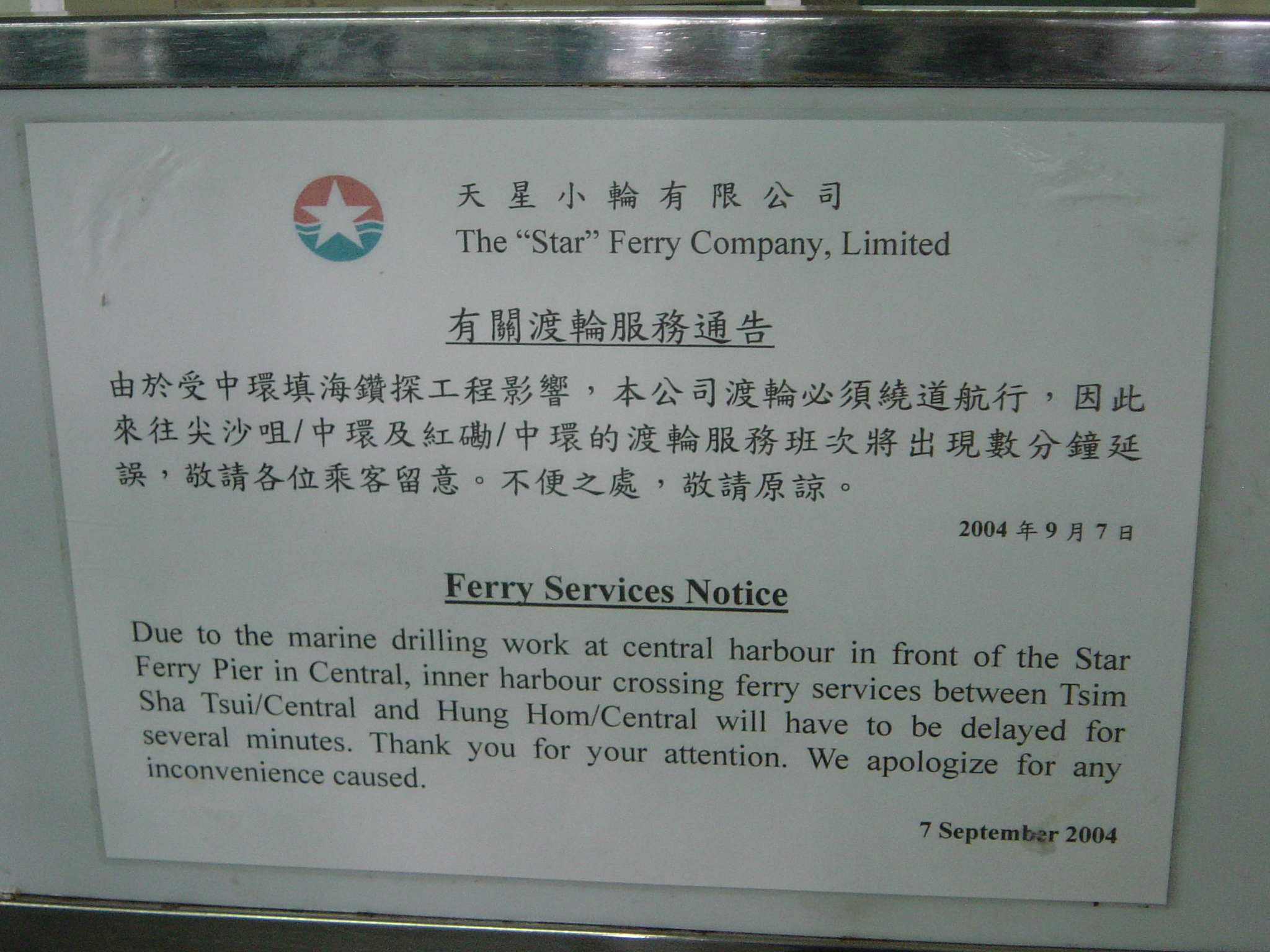
中環填海工程告示
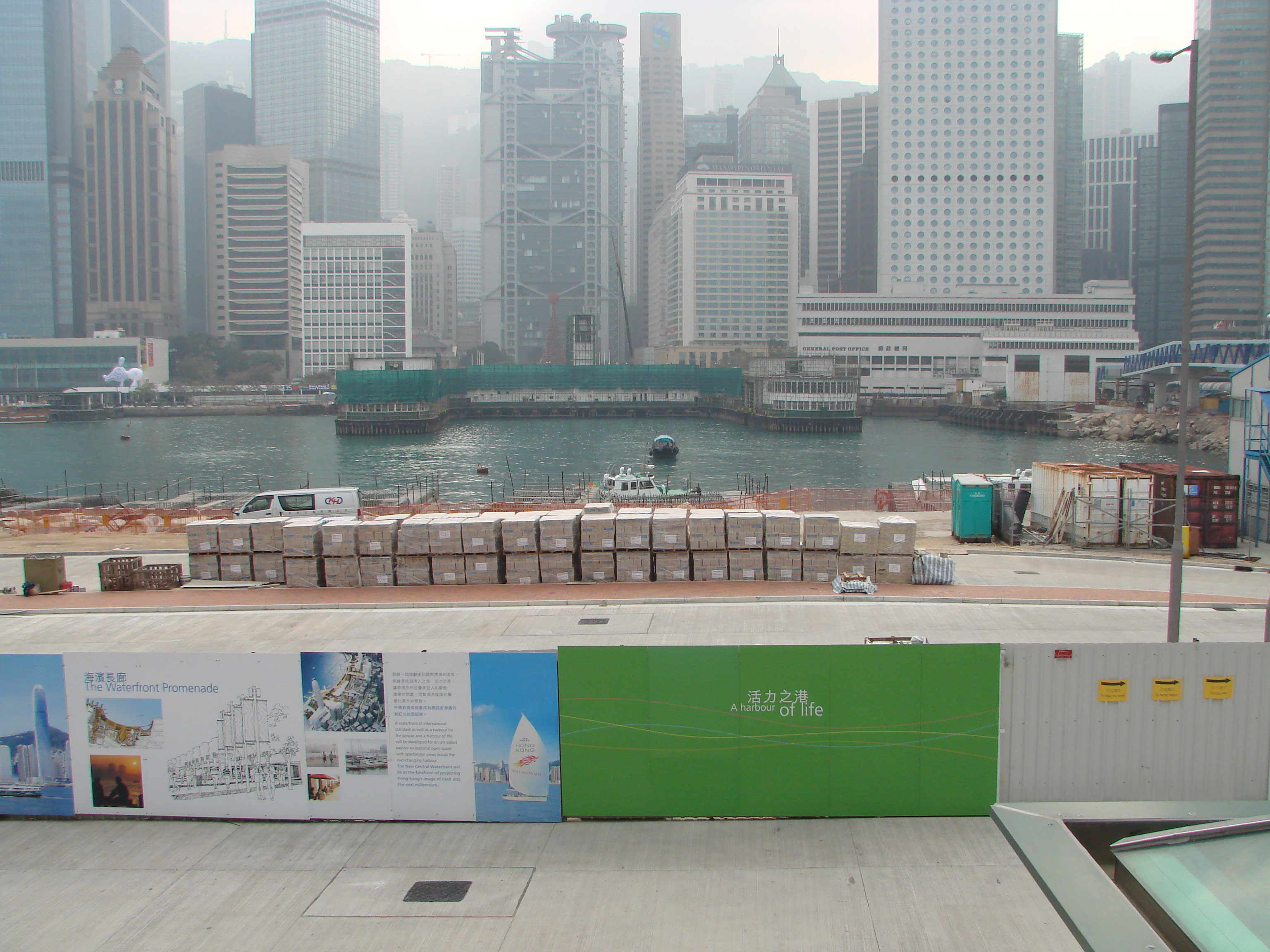
準備拆卸的愛丁堡廣場碼頭
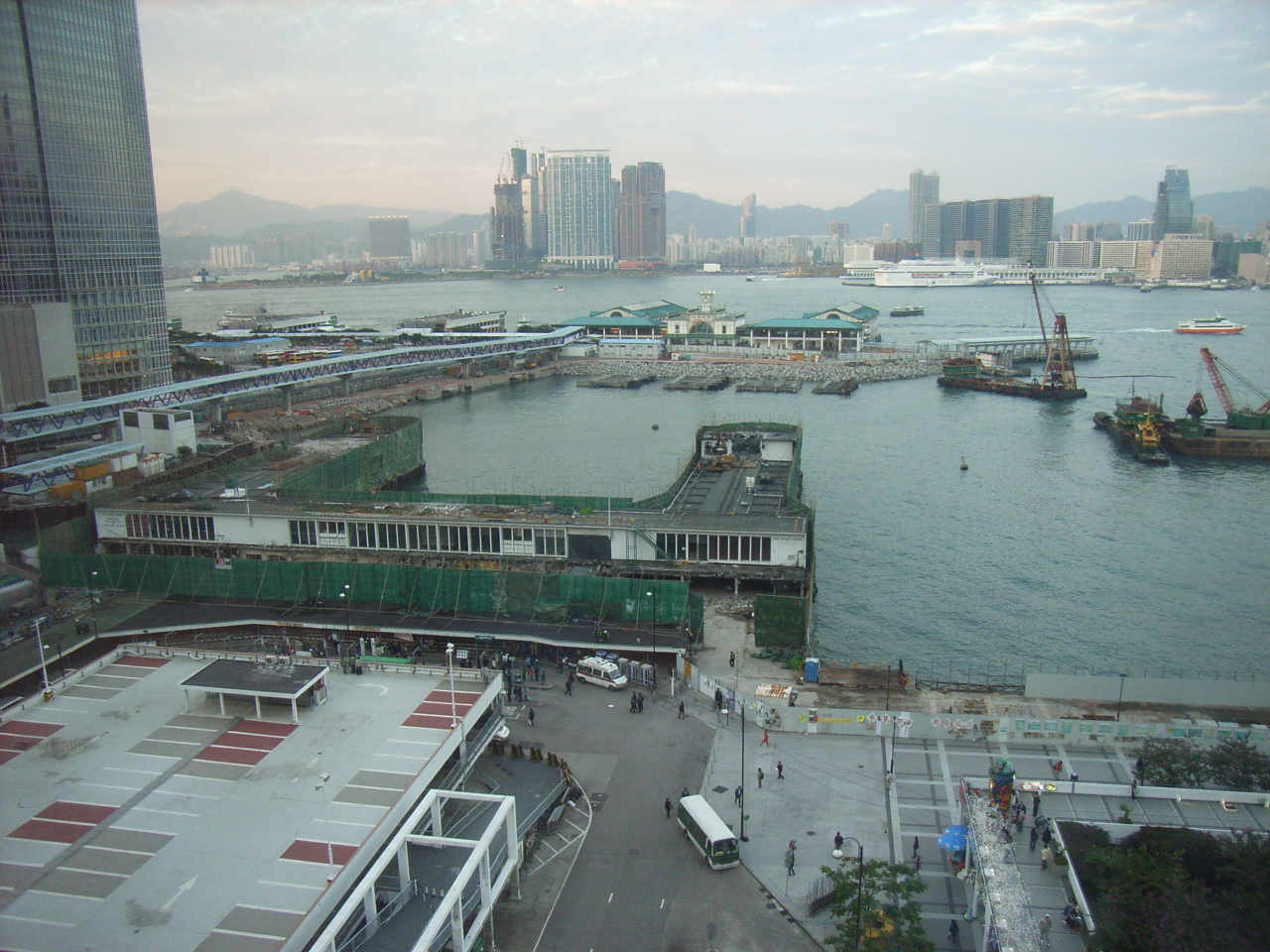
拆卸中的愛丁堡廣場碼頭

第四代天星碼頭圖集

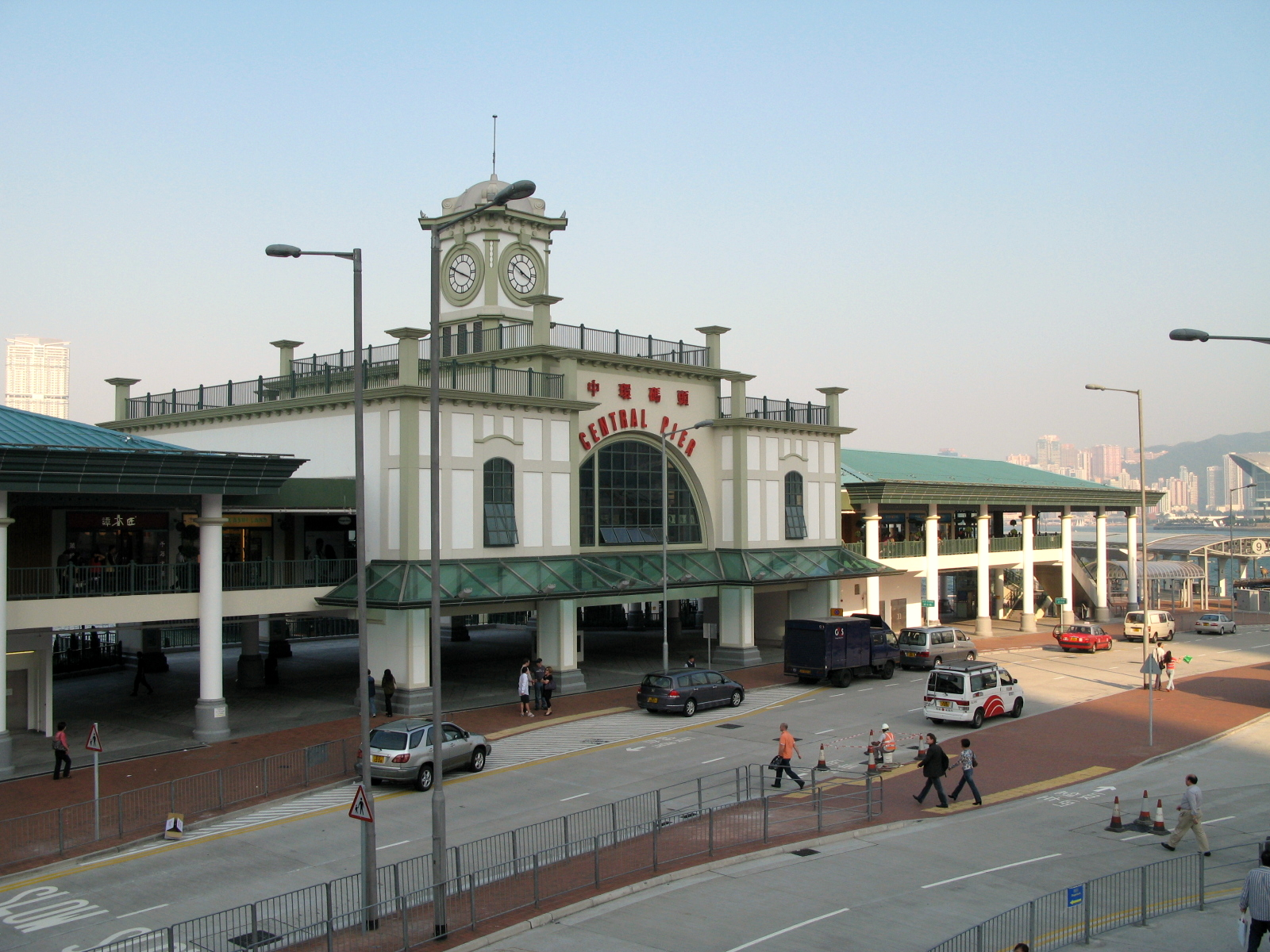
中環天星碼頭鐘樓
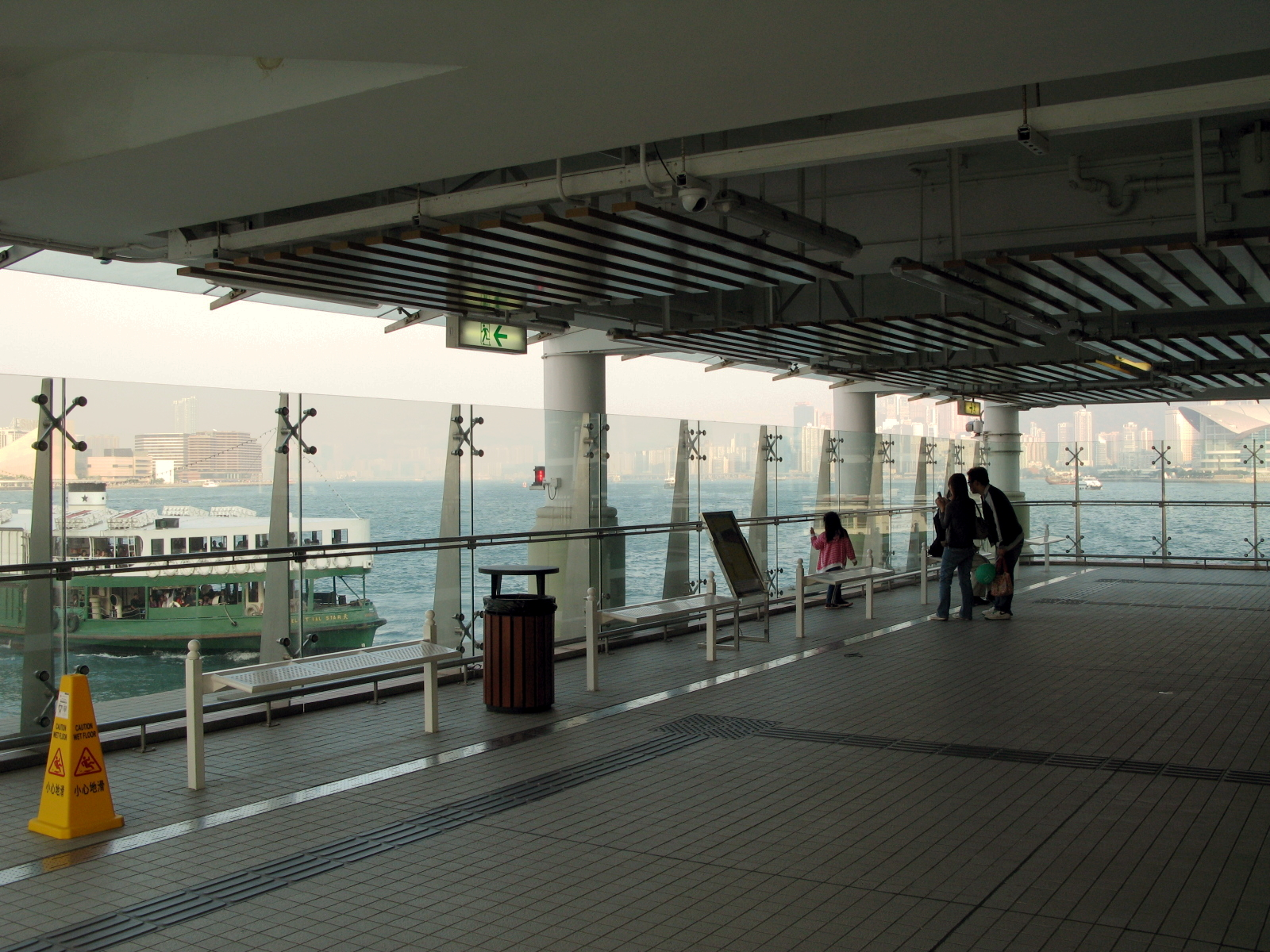
碼頭內設有落地玻璃
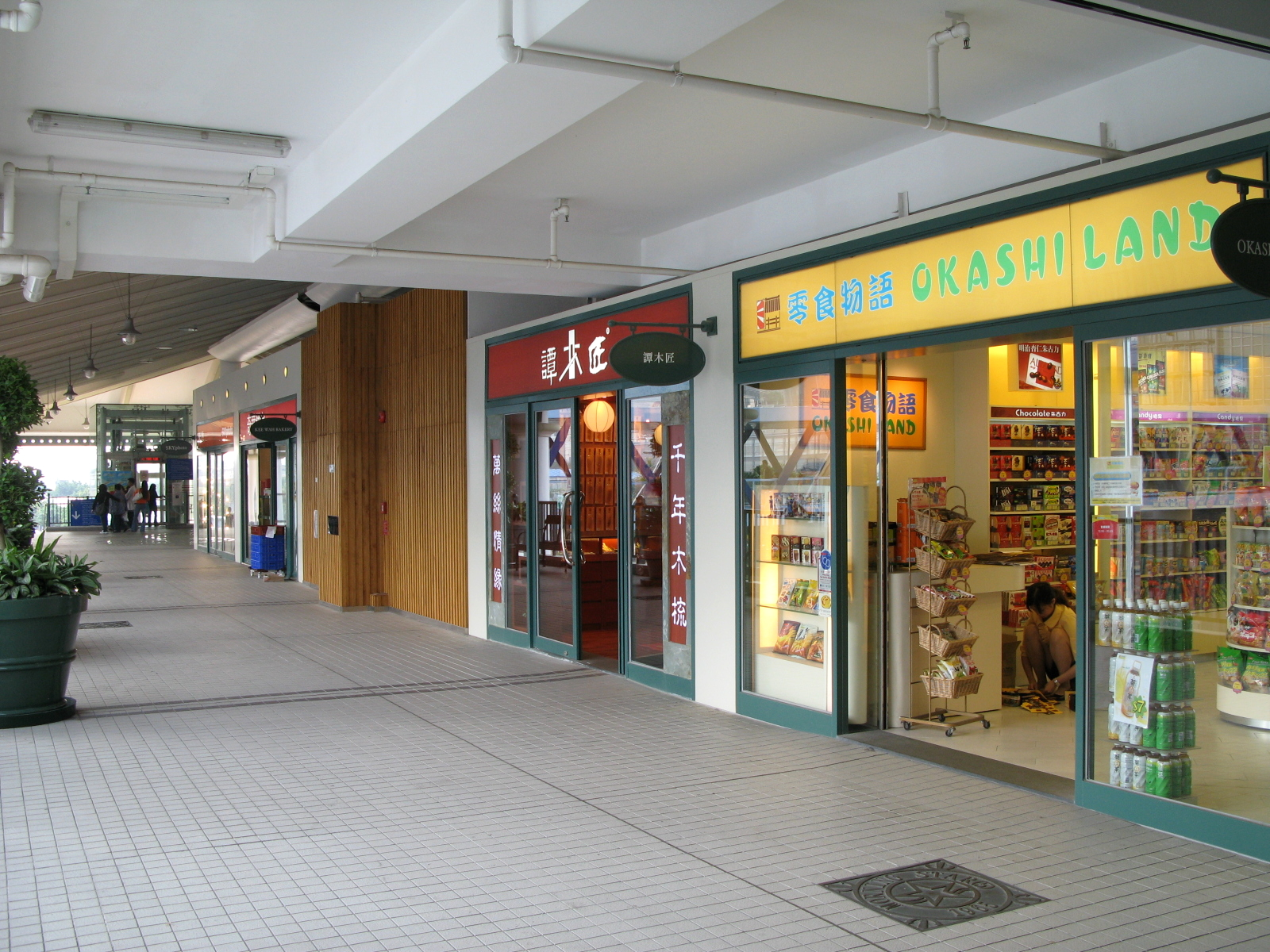
碼頭內的商店
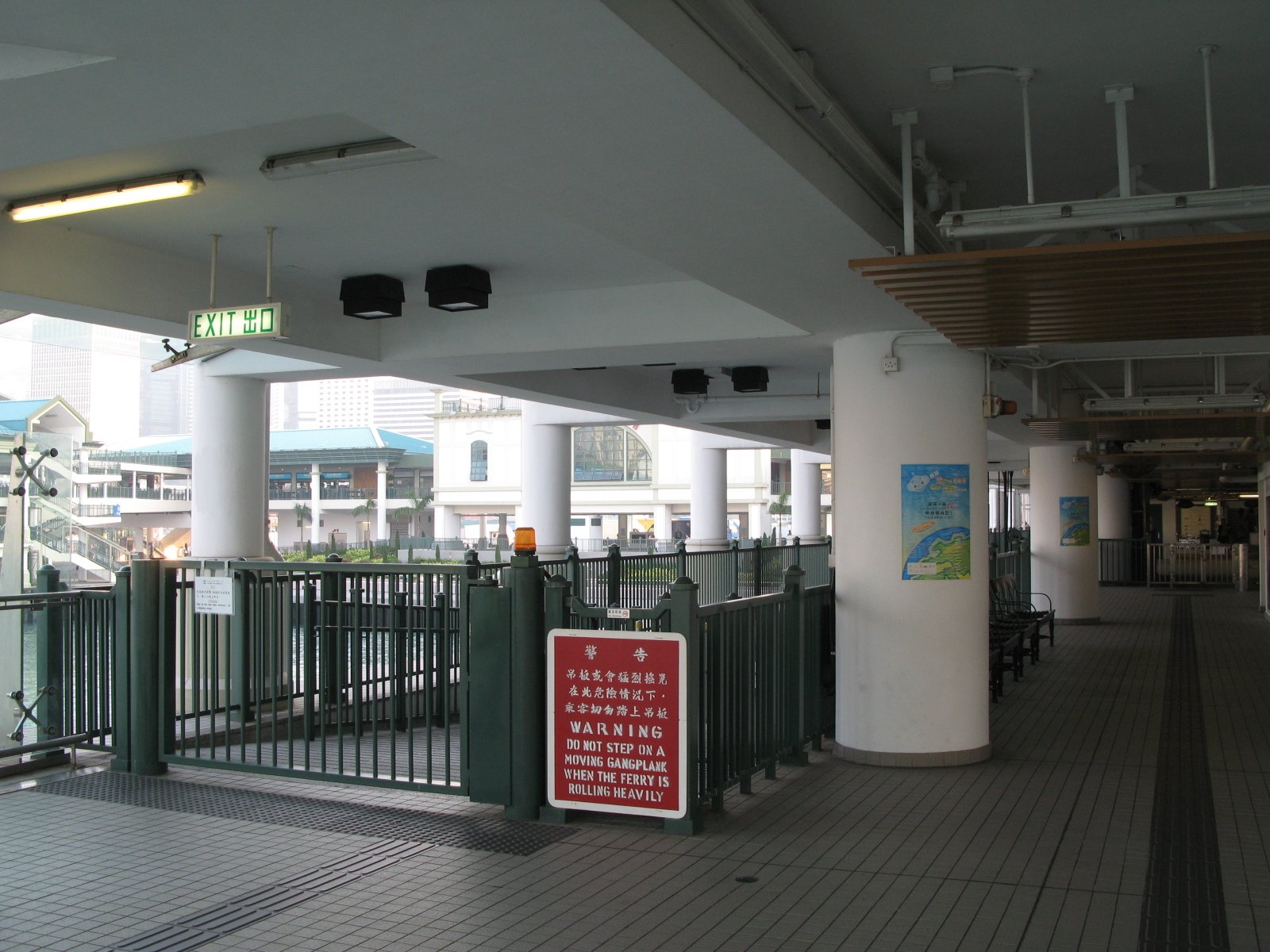
入口閘門
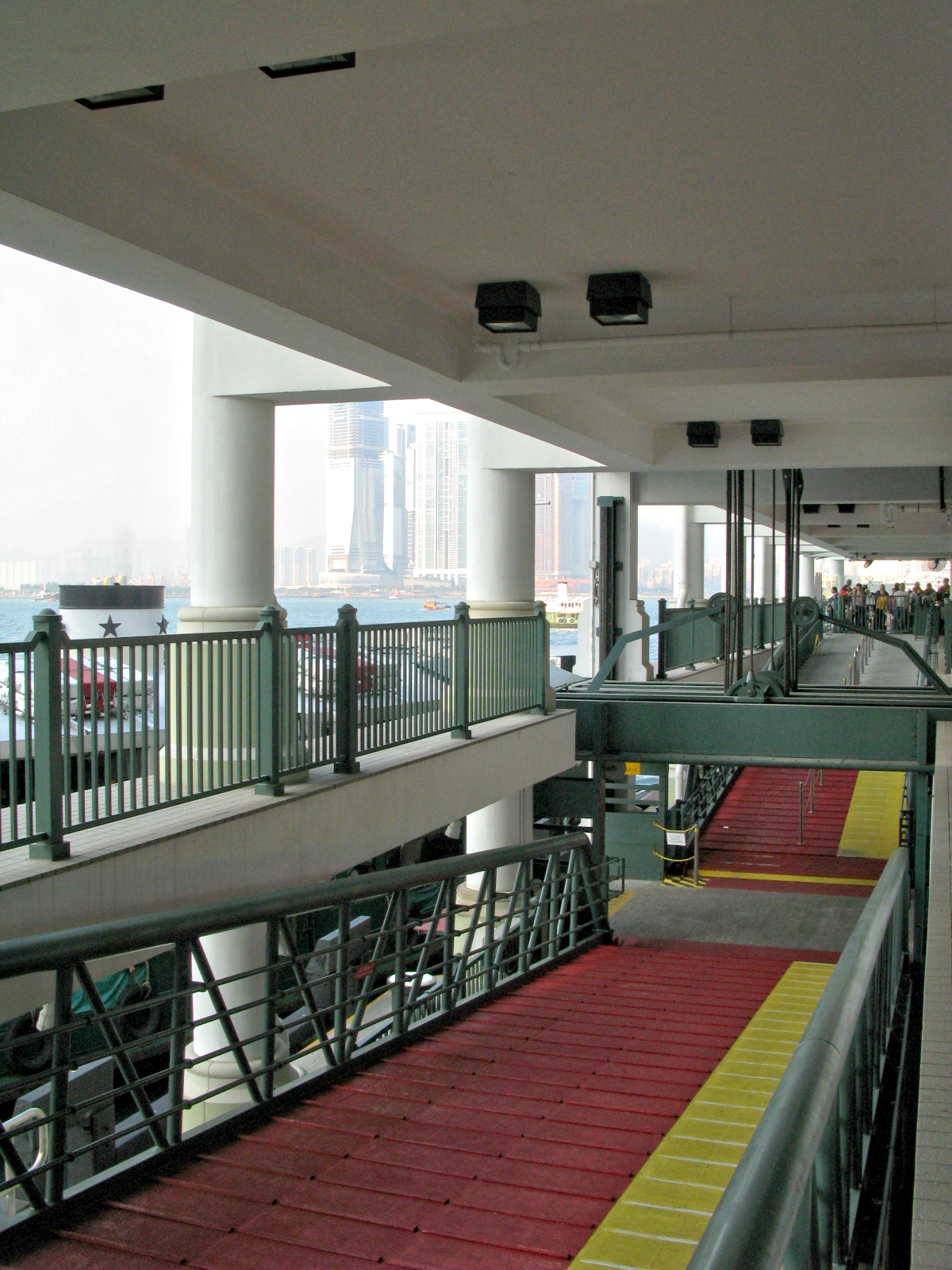
階級
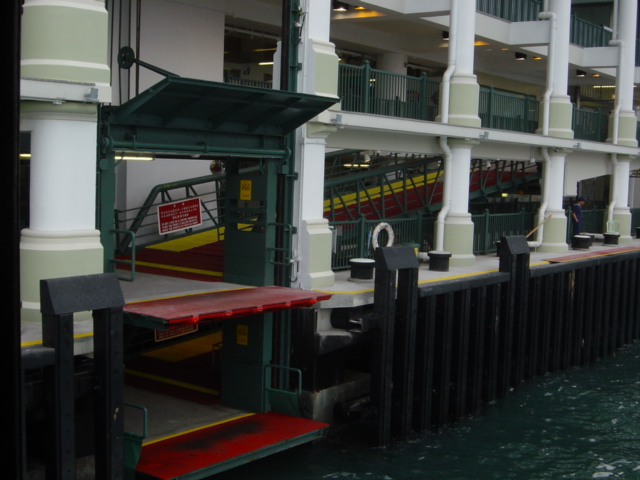
碼頭跳板
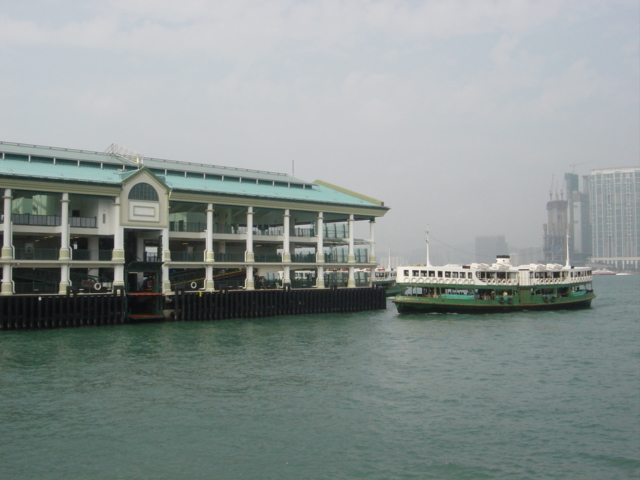
一艘天星小輪正在泊岸中
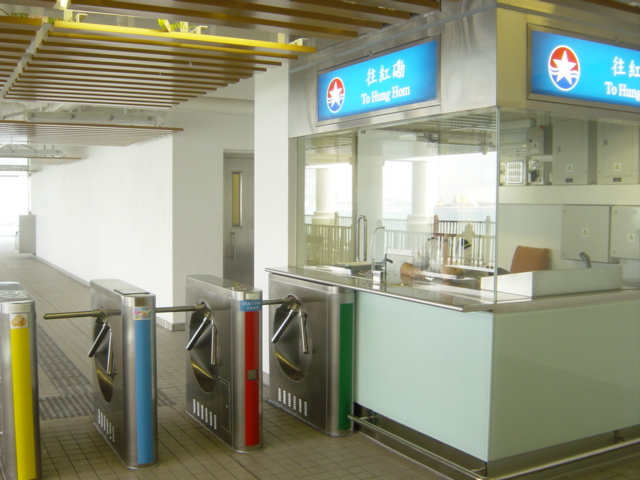
收費閘
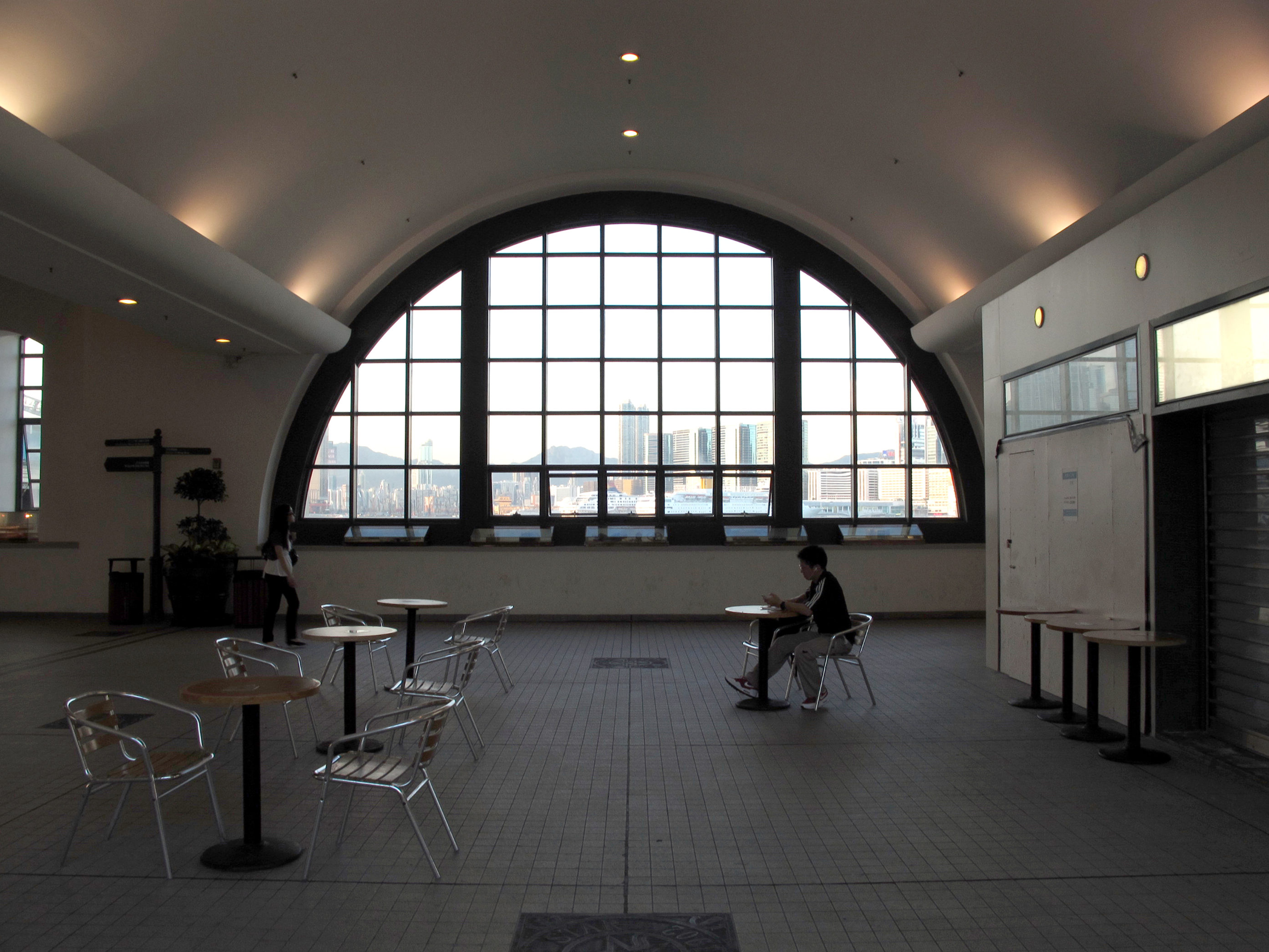
碼頭內的拱型玻璃
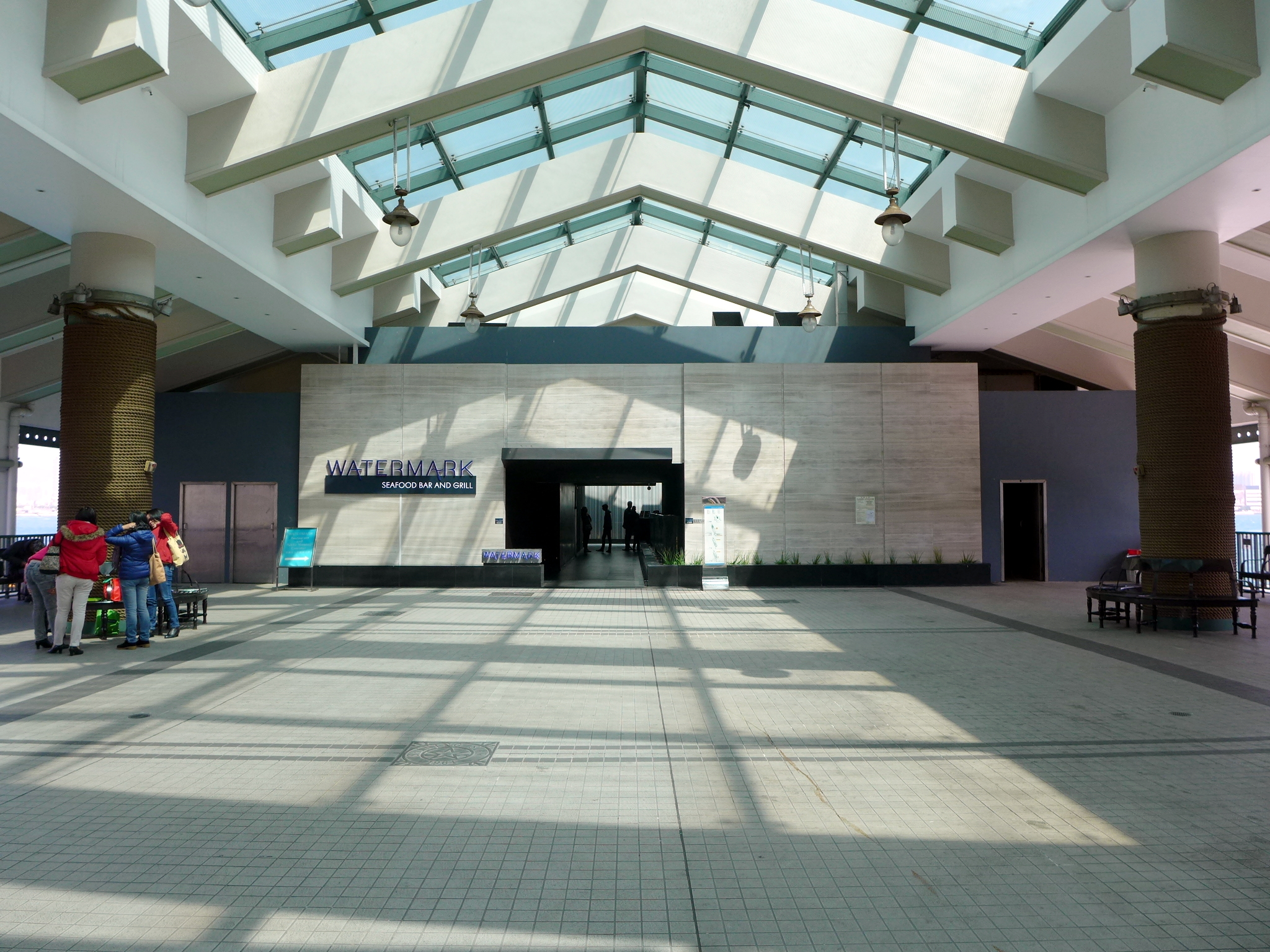
頂層Watermark餐廳入口
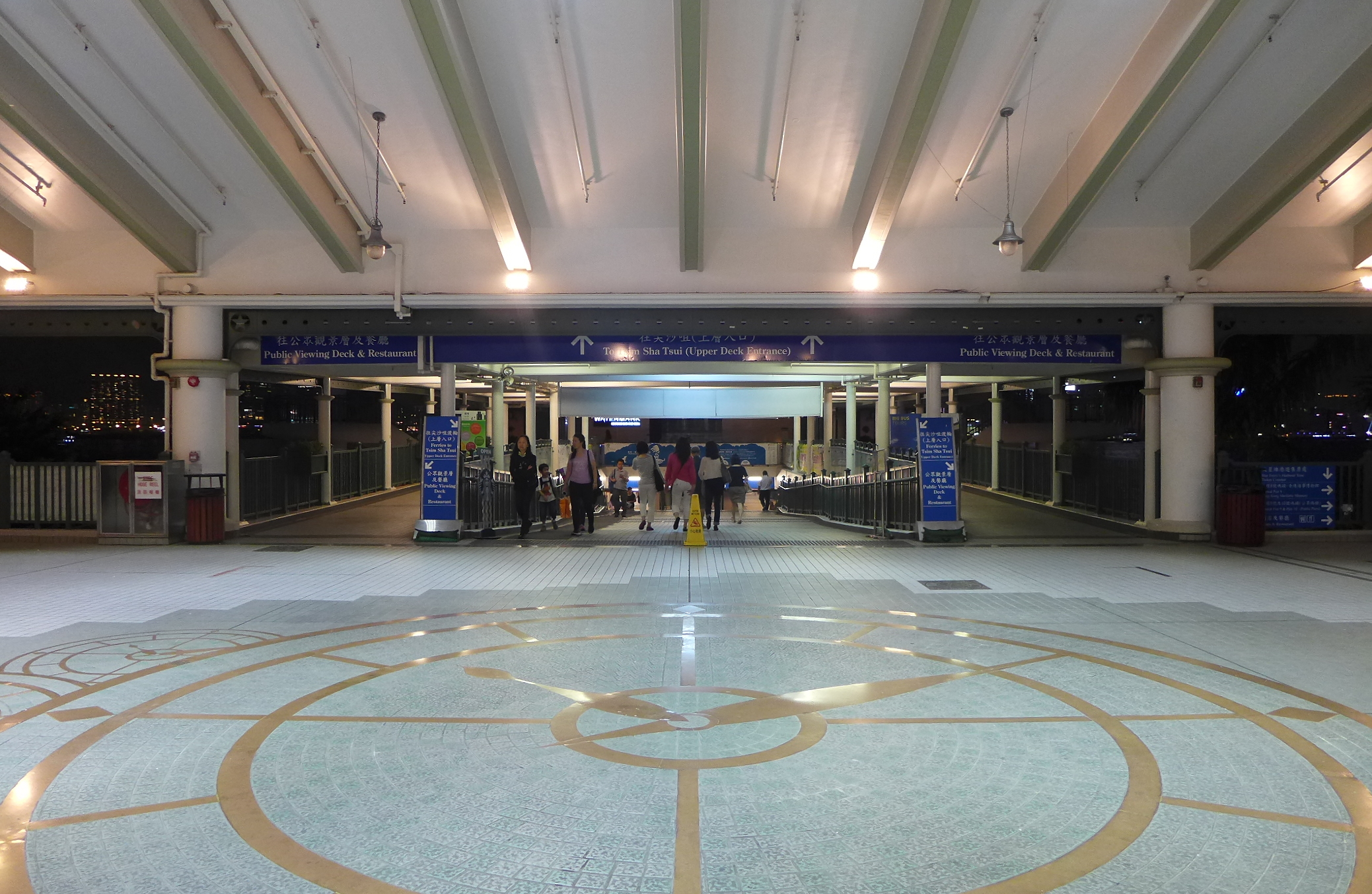
往碼頭鐘樓商場的行人天橋